# Familia criminal
Una familia criminal es un término usado para describir una unidad sindical del crimen organizado, que a menudo operan en un determinado territorio geográfico y que usualmente se compone de miembros de una misma familia. El más conocido ejemplo de ello es el grupo de las Cinco Familias de Nueva York, un grupo de cinco unidades de la mafia italoestadounidense, que operan en cada uno de los cinco distritos de la ciudad de Nueva York.